# Церква Різдва Пресвятої Богородиці (Гнатівка)
Церква Різдва Пресвятої Богородиці (первісно - Св. Вмч. Катерини) — церква, що розташована в селі Гнатівка Києво-Святошинського району Київської області. Офіційного пам'яткоохоронного статусу не має.

## Історія храму
У ХІХ столітті Гнатівка не мала власної церкви, а належала до парафії церкви Різдва Пресвятої Богородиці у Гореничах.
1905 року у селі було збудовано кладовищенську церкву із присвятою Св. Вмч. Катерини, приписану до церкви у Гореничах. У єпархіальній літературі часів Російської імперії дата будівництва не зазначена, але завдяки тому, що дату було вміщено під дахом з боку вівтарної частини, ми знаємо точний рік побудови споруди. Під церквою було влаштовано склеп. У радянський час його було розграбовано та влаштовано великий пролом. Коли церква відновила свою діяльність, пролом було ліквідовано, а вхід до склепу - впорядковано.
На жаль, немає відомостей щодо того, як використовувалася церква у радянський час та у 1990-х роках. Вочевидь, у 1990-х роках у селі виникла парафія, яка почала використовувати каплицю. 
30 вересня 2010 року Святійший Патріарх Київський і всієї Руси-України Філарет відвідав село Гнатівку, де незабаром має постати церква на честь Введення в храм Пресвятої Богородиці. Тут Патріарх Філарет звершив чин заснування церкви і поставлення хреста. Вочевидь, тоді ж церкву (каплицю) Різдва Пресвятої Богородиці було відремонтовано. Було замінено покрівлю, встановлено вітражі у вікнах, встановлено невелику баню із хрестом.

Меморіальна дошка на загадку про утворення у Гнатівці першого регулярного формування Української армії

У 2013 році на стіні церкви урочисто відкрито меморіальну дошку на згадку про знаменну подію, що відбулася у Гнатівці 9 лютого 1918 року. Цього дня у Гнатівці, під керівництвом виконувача обов’язків військового міністра Олександра Жуківського, відбулося переформування всіх наявних військ в Окремий Запорізький загін – так було сформовано перше регулярне збройне формування Української Народної Республіки.
Сьогодні церква Різдва Пресвятої Богородиці перебуває у доброму стані та є духовним осередком Гнатівки. Церкву необхідно внести у перелік пам'яток архітектури.